# Alcmena
Genre
Alcmena est un genre d'araignées aranéomorphes de la famille des Salticidae.

## Distribution
Les espèces de ce genre se rencontrent en Amérique du Sud et au Mexique.

## Liste des espèces
Selon World Spider Catalog (version 18.0, 05/03/2017) :
- Alcmena amabilis C. L. Koch, 1846
- Alcmena psittacina C. L. Koch, 1846
- Alcmena tristis Mello-Leitão, 1945
- Alcmena vittata Karsch, 1880

## Publication originale
- C. L. Koch, 1846 : Die Arachniden. Nürnberg, vol. 13, p. 1-234 (texte intégral).